# Edelweiß (Lied)
Edelweiß bzw. Edelweiss ist ein englisches Lied, das die US-Amerikaner Richard Rodgers (Melodie) und Oscar Hammerstein (Text) für das 1959 uraufgeführte, US-amerikanische Musical The Sound of Music schufen, welches in Österreich spielt. Dessen im Original gleichnamige Hollywood-Verfilmung Meine Lieder – meine Träume (1965) wurde hinsichtlich der Zuschauerzahlen besonders in den Vereinigten Staaten immens erfolgreich, erlangte im deutschsprachigen Raum jedoch keine annähernd ähnlich große Popularität. Namensgeber für den Liedtitel ist die Alpenblume Edelweiß.

## Rezeption
Im Musical The Sound of Music wird das Lied einmal gesungen, und zwar auf einer Festivalbühne als Abschiedslied des Barons von Trapp nach dem Anschluss Österreichs an das Dritte Reich. Im Film Meine Lieder – meine Träume hingegen wird das Lied mehrfach gesungen. Der Vater singt es zunächst gemeinsam mit seiner Tochter Liesl, weshalb es sich, etwa nach Auffassung von Herzfeld-Schild (2016), als Volkslied deuten lässt. Später, auf der Bühne, erhält das Lied durch die Inszenierung jedoch eine stark politische Wirkung, die Herzfeld-Schild so beschreibt: „Vor den wachsamen Augen zahlreicher Braunhemden und dem Gauleiter in der ersten Reihe lässt Baron von Trapp sein Österreichbild zutiefst emotional und mit brechender Stimme ein letztes Mal vor seiner Emigration musikalisch erstehen, als Reminiszenz und Aufforderung an seine »fellow Austrians«, nicht zu vergessen, was und wo ihre Heimat sei. Schließlich fällt fast das gesamte Publikum aus voller Kehle in seinen Gesang ein.“ Das Lied, so die Autorin weiter, stehe dramaturgisch für Österreich und Vaterlandsliebe, für Natur und Ursprünglichkeit sowie für die Bedrohung der Nation von außen und innen.
Wegen der politischen Inszenierung des Liedes in dem Film wird es vor allem in den Vereinigten Staaten verbreitet fälschlicherweise als österreichische Nationalhymne angesehen. US-Präsident Ronald Reagan etwa zitierte, das Lied für die Hymne Österreichs haltend, bei einem Staatsbesuch in Österreich daraus und löste so Verwunderung beim österreichischen Bundespräsidenten Rudolf Kirchschläger aus. Das Lied habe damit, wie es Heinz Drügh formulierte, zur „imaginären Überformung Österreichs aus amerikanischer Sicht“ beigetragen.

## Adaptionen
Von dem britischen Sänger Vince Hill stammt eine gleichnamige Coverversion des Liedes, die 1967 17 Wochen lang auf dem zweiten Platz der britischen Musikcharts rangierte und aufgrund der Höhe der Verkaufszahlen mit mindestens einem Platinpreis ausgezeichnet wurde. Udo Jürgens veröffentlichte ebenfalls 1967 eine Single mit dem Titel.
Im Vorspann der US-amerikanischen Science-Fiction-Fernsehserie The Man in the High Castle, die seit 2015 durch Amazon.com angeboten wird und mit den Nationalsozialisten und den Japanern als Gewinnern des Zweiten Weltkriegs eine Dystopie zeigt, ist das Lied als Titelsong mit eigentümlicher Aussprache von „Edelweiß“ zu hören, gesungen von der schwedischen Sängerin Jeanette Olsson. In der ersten Staffel ist es mit verkürztem Liedtext enthalten, ab der zweiten Staffel mit dem vollständigen Text.